# Derecho de prenda general
Derecho de prenda general de los acreedores, prenda común de los acreedores, garantía general, garantía común para los acreedores o derecho de agresión del acreedor, es la institución jurídica que permite a todo acreedor pedir judicialmente el cumplimiento de su obligación por medio de la afectación de todos los bienes embargables de su deudor, si éste no realiza un cumplimiento voluntario, perfecto, íntegro y oportuno de su obligación.

## Fundamento
El fundamento del derecho de prenda general es el incumplimiento del deudor. Se trata de la respuesta que da el ordenamiento jurídico frente al no cumplimiento voluntario, perfecto, íntegro y oportuno de la obligación por parte del deudor.
El derecho de prenda general tiene el carácter de universal e igualitario y confiere al acreedor el derecho a la ejecución forzada de la obligación, hasta pagarse de la totalidad de ella y de sus accesorios, como cauciones, intereses, reajustes, costas personales y gastos de cobranza. Naturalmente que este derecho el acreedor lo pierde cuando el deudor cumple su obligación voluntariamente, pagando.

## Origen
En la Antigua Roma antigüedad, se autorizaba el empleo de la manus injecto contra el deudor que no cumplía sus obligaciones, cayendo este en la esclavitud esclavo de hecho a merced del acreedor, este procedimiento debía ser llevado a cabo con la intervención de un magistrado romano. No fue hasta la publicación de la ley paetelia papiria, en la que se prohibió la compromisión de su persona y solo se permitió la de sus bienes, en el año 428.
A partir del siglo XX, con la aparición de algunos tratados internacionales, se suprime la prisión por deudas. La imposibilidad del legislador de aplicar un apremio físico al deudor como medida para restablecer el desequilibrio de las prestaciones, fue substituida por medio del apremio económico, de manera que ante una transgresión contractual, la ley fijó un derecho a todos los acreedores, derecho que no es necesario expresarlo en el contrato porque es legal.
Pablo Rodríguez Grez define al derecho de prenda general como: 

«la afectación, por el solo ministerio de la ley, de la totalidad de los bienes embargables del deudor al momento de contraer la obligación, a fin de asegurar el cumplimiento de la misma, facultando al acreedor para exigir su realización y hacerse pago con las modalidades y preferencias consagradas en la ley».

## Consagración en el derecho comparado
| Sudamérica - Aceptado de facto, Código Civil argentino - Artículo 1335 del Código Civil boliviano - Artículo 591 del Código Procesal Civil brasileño - Artículo 2465 del Código Civil chileno - Artículo 2488 del Código Civil colombiano - Artículo 2367 del Código Civil ecuatoriano - Artículo 430 del Código Civil paraguayo - Aceptado de facto, Código Civil peruano - Artículo 2372 del Código Civil uruguayo - Artículo 1864 del Código Civil venezolano | Norte y Centroamérica - Artículo 2644 del Código Civil de Quebec, Canadá - Artículo 2964 del Código Civil mexicano - Artículo 981 del Código Civil costarricense - Artículo 2212 del Código Civil salvadoreño - Aceptado de facto, Código Civil guatemalteco - Artículo 2244 del Código Civil hondureño - Artículo 2335 del Código Civil nicaragüense - Artículo 1653 del Código Civil panameño - Artículo 2092 del Código Civil dominicano Europa - Aceptado de facto, Código Civil alemán - Artículo 1911 del Código Civil español - Artículo 2285 del Código Civil francés - Artículo 2740 del Código Civil italiano - Artículo 68 de la Ley Federal de reforma al Código Civil suizo, Quinta parte, Obligaciones |